# Le Trouvère
Pour les articles homonymes, voir Trouvère (homonymie).
Le Trouvère est un « grand opéra » en quatre actes et un ballet de Giuseppe Verdi sur un livret en français d'Émilien Pacini, d'après celui de Salvatore Cammarano pour Il trovatore, la version italienne de l'opéra, créé le 12 janvier 1857 à l'Opéra de Paris.

## Genèse
À la suite de la première triomphale d'Il trovatore, le 26 décembre 1854 au Théâtre italien de Paris, François-Louis Crosnier, le directeur de l'Opéra de Paris, propose à Giuseppe Verdi de revoir son opéra pour l'adapter aux attentes du public de la « grande boutique » : il s'agissait d'en faire une version française, assortie d'un ballet, selon les standards du « grand opéra » alors en vigueur dans la première salle de la capitale française. Après quelques difficultés et un procès perdu contre Toribio Calzado, l'impresario du Théâtre des Italiens, Verdi peut enfin donner son accord le 22 septembre 1856.

## Composition
La traduction du livret de Salvatore Cammarano est confiée à Émilien Pacini qui travaille sous l'œil vigilant de Verdi. Celui-ci apporte de nombreuses modifications à la partition, réécrit la scène finale et compose le ballet du troisième acte.

### Le ballet
Placé au troisième acte entre le chœur d'introduction et le trio de la scène suivante, le ballet du Trouvère est, selon la tradition du « grand opéra » à la française, un long intermède composé  d'un « Pas des bohémiens », une « Gitanilla », une « Seviliana », un numéro titré « La bohémienne », un « Galop » et une « Sortie de la danse ».
Pour Guillaume de Van « ce ballet n'a rien à faire dans Il trovatore mais mérite d'être réécouté à l'occasion d'une reprise de la version française. »

### La scène finale
Verdi a donné au Trouvère une fin plus étoffée que celle d'Il trovatore : alors que l'exécution de Manrico intervient et se déroule rapidement dans la scène équivalente de l'opéra italien, Verdi rajoute ici un Miserere et l'air de Leonora « Di te... di te scordarmi » est remplacé  par un air chanté par Manrico « Ma mère, sois bénie » ; le trouvère évoque ensuite sa bien-aimée dans une complainte. Ce n'est qu'après encore un duo dans lequel Azucena exprime son tourment, et le comte l'assouvissement de sa vengeance, que Manrico est enfin exécuté et que la gitane assène à de Luna son terrible secret.
Il s'agissait pour le compositeur de satisfaire là le goût du public de la « grande boutique ». Selon Guillaume de Van toujours, cette scène finale « suggère une volonté purement conjoncturelle de trouver à peu de frais une fin plus spectaculaire » : le Miserere est en effet repris du début du quatrième acte.
Pour la chercheuse Christine Rodriguez, l'intrigue de l'opéra est tissée d'invraisemblances, avec notamment un « imbroglio logique ».

## Création
Le Trouvère est créé le 12 janvier 1857 sur la scène de l'Opéra Le Peletier, qui était alors la salle de l'Académie impériale de Musique, par Pauline Gueymard-Lauters (Leonora), Adelaide Borghi-Mamo (Azucena), Louis Gueymard (Manrico), Marc Bonnehée (De Luna) avec Narcisse Girard à la direction. L'ouvrage obtint un grand succès public et une réception dithyrambique de la part de la critique. Il est aujourd'hui rarement représenté.

## Galerie

Décors au Théâtre du Capitole de Toulouse en 1968
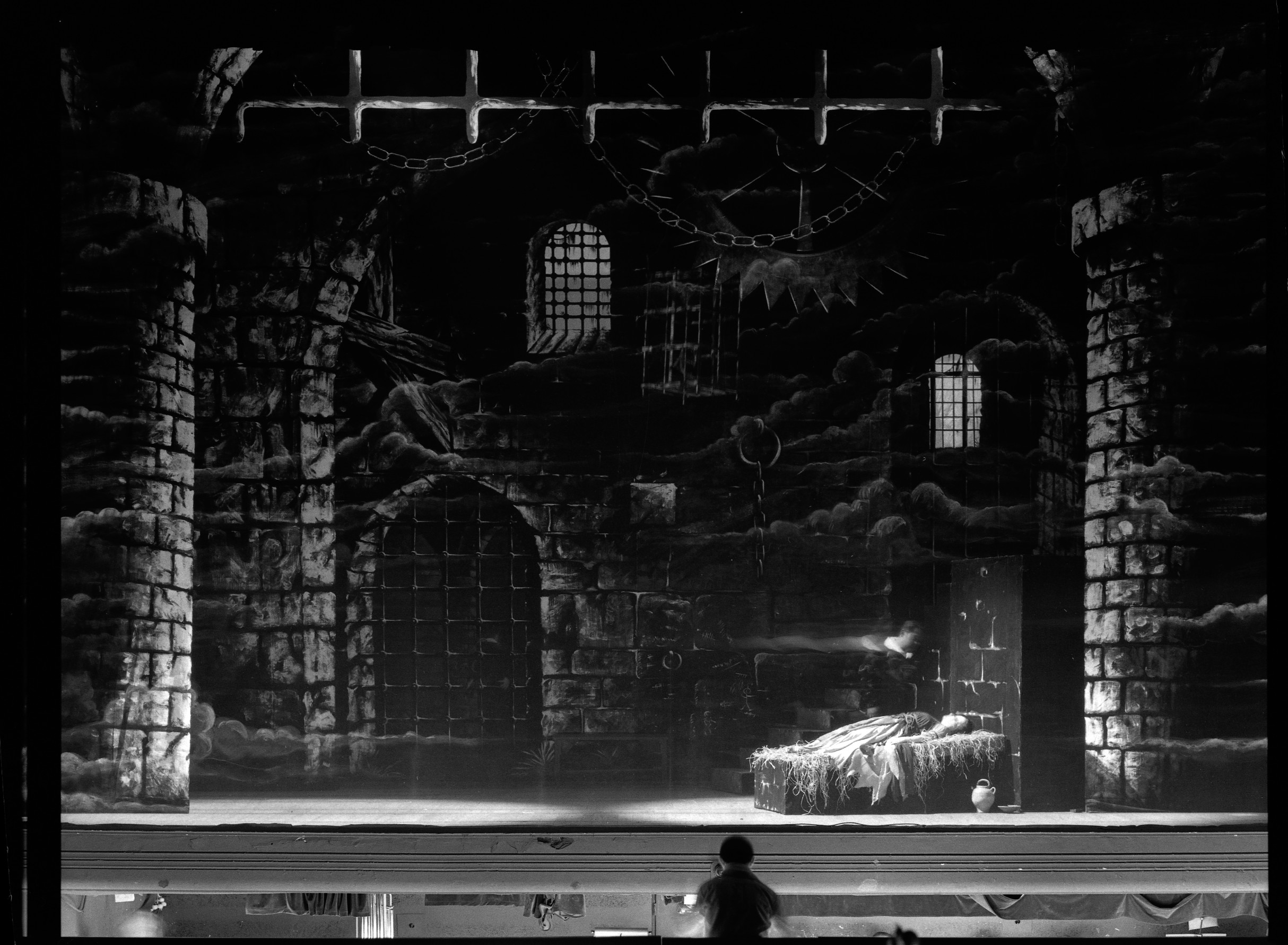
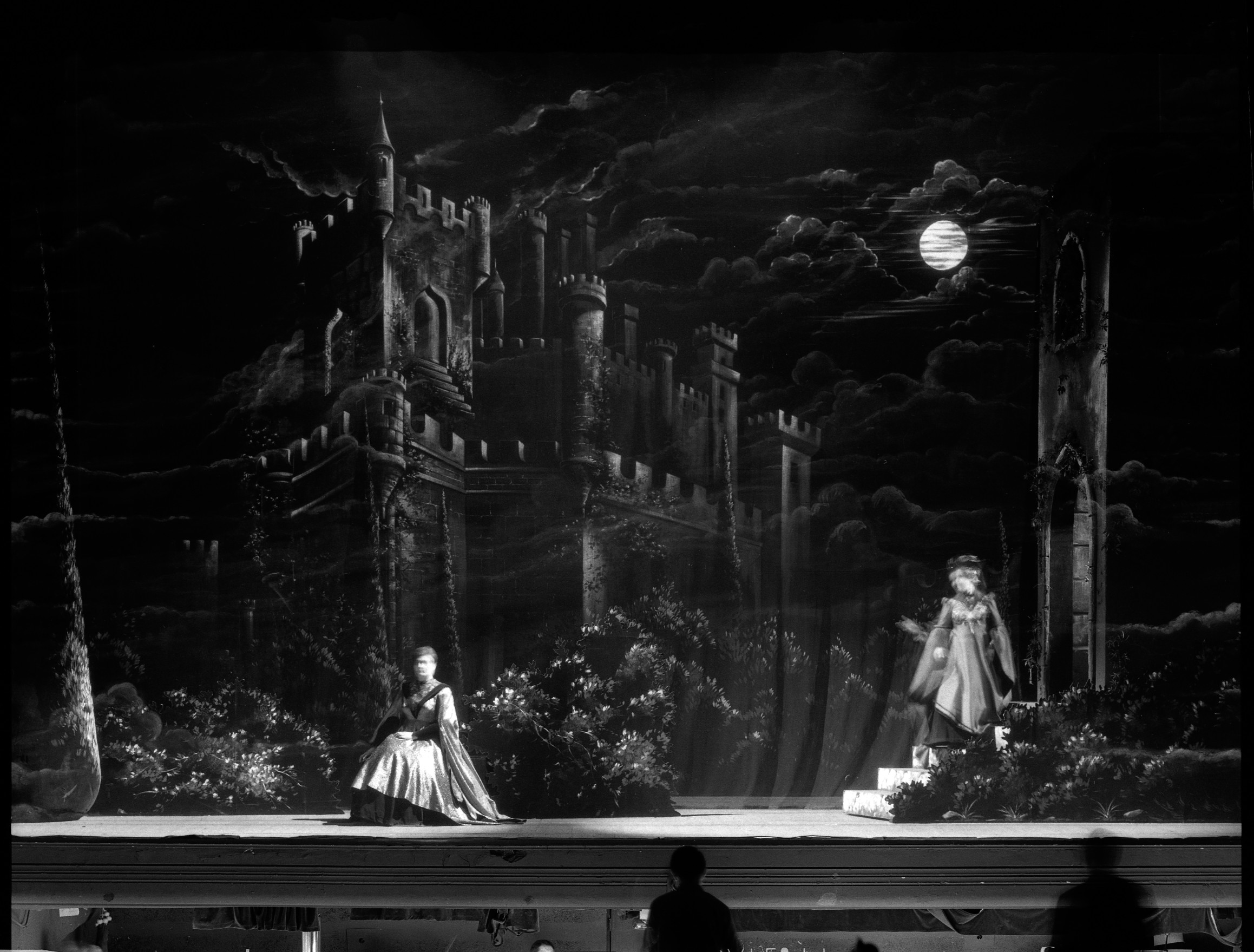
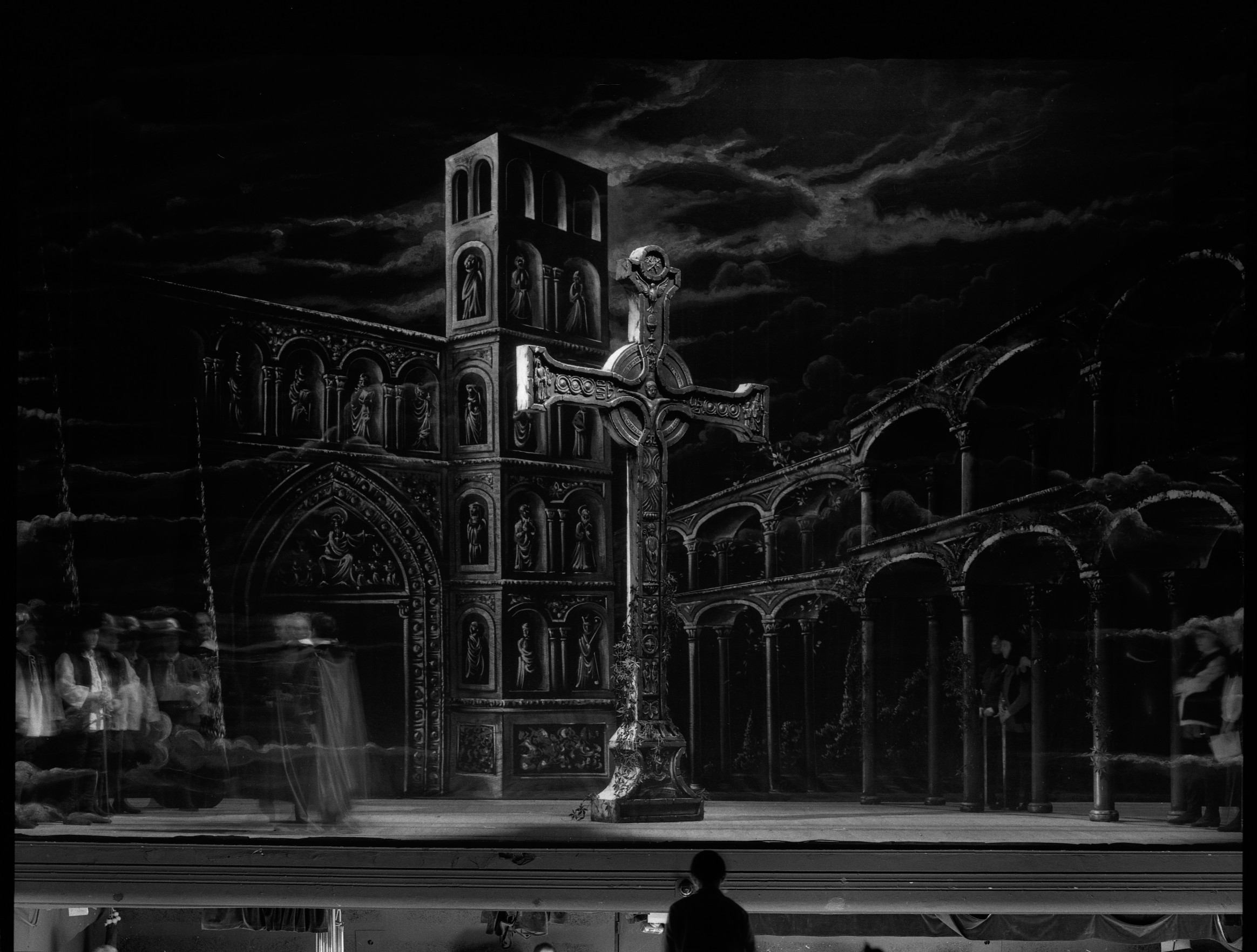
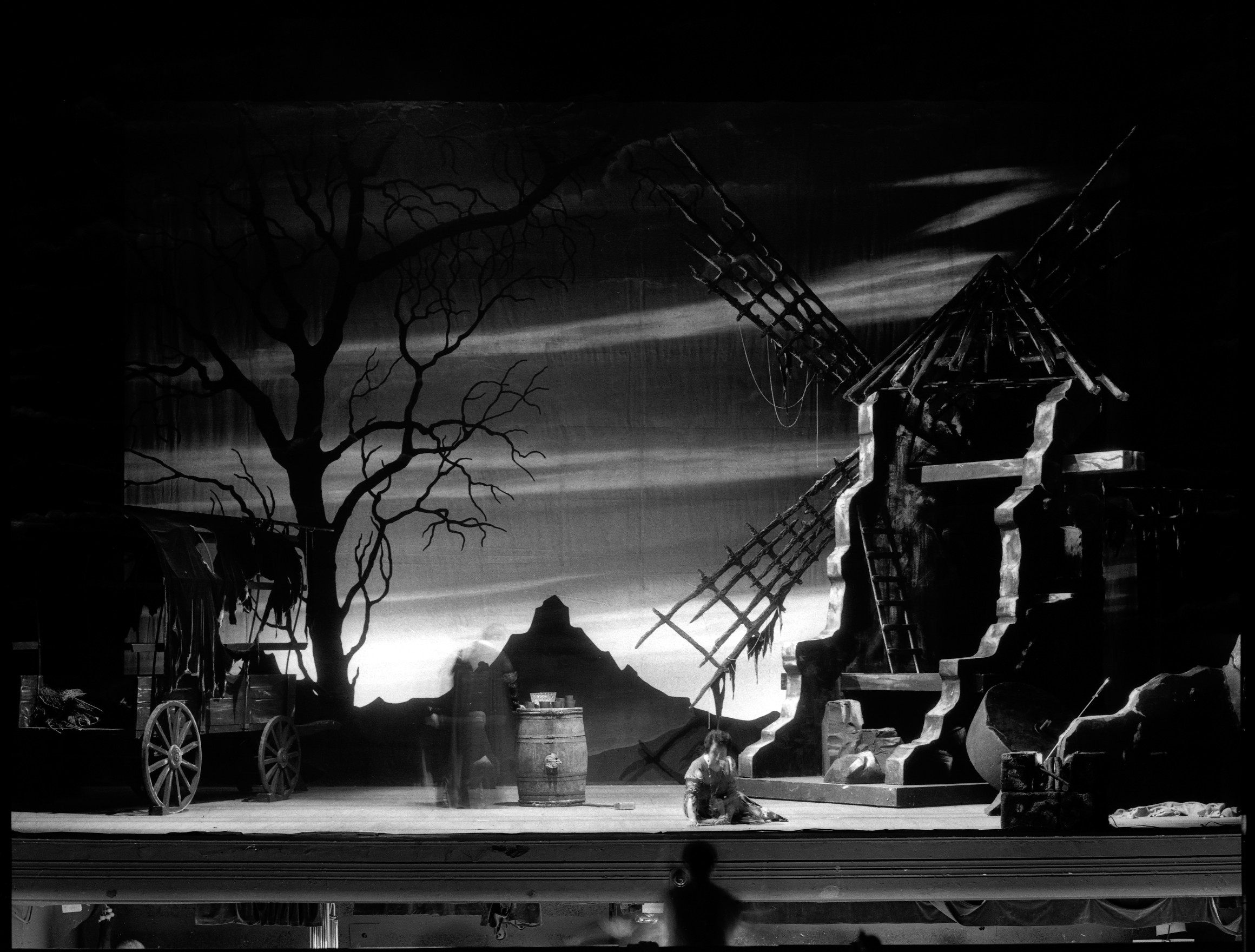
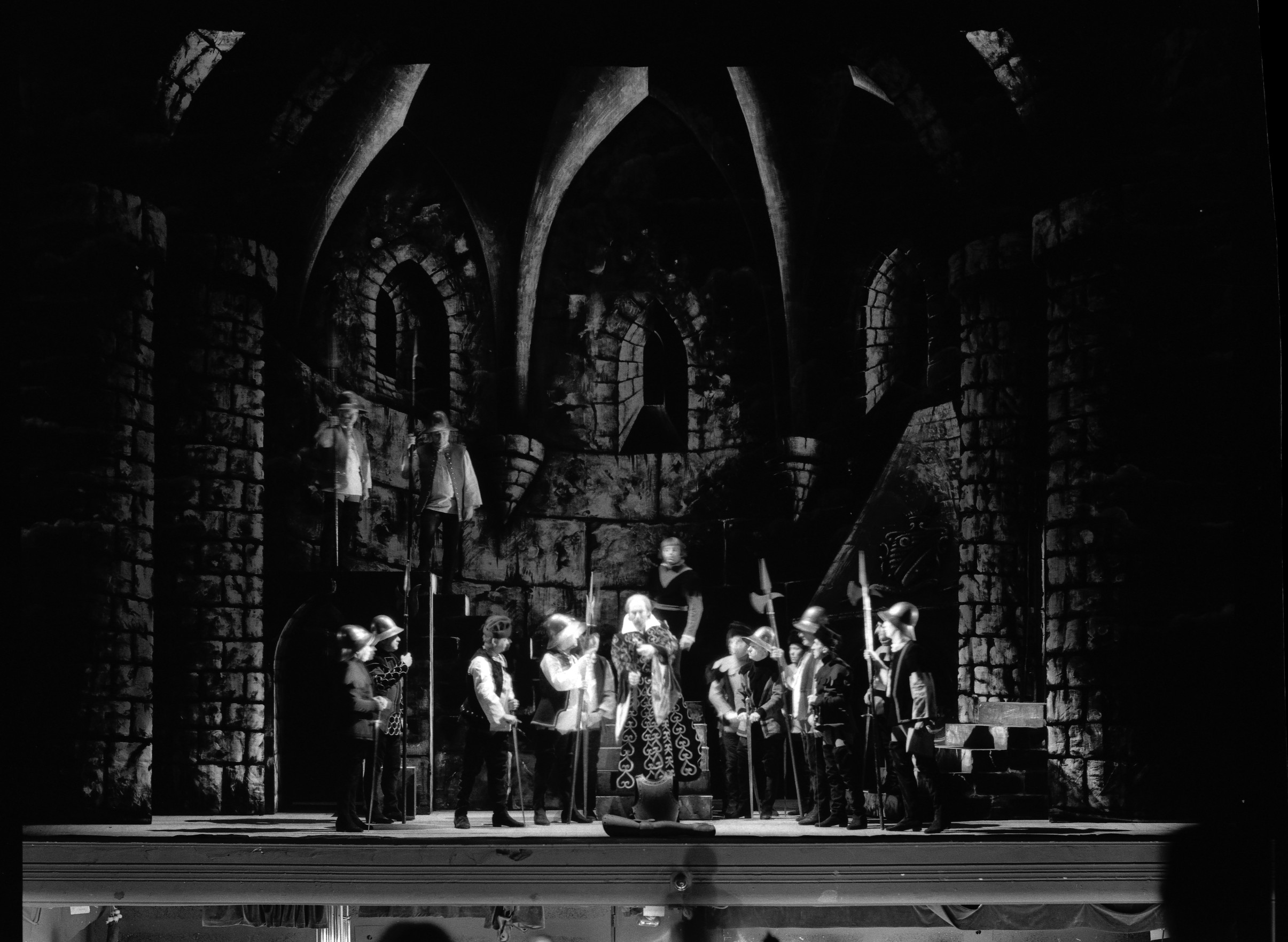
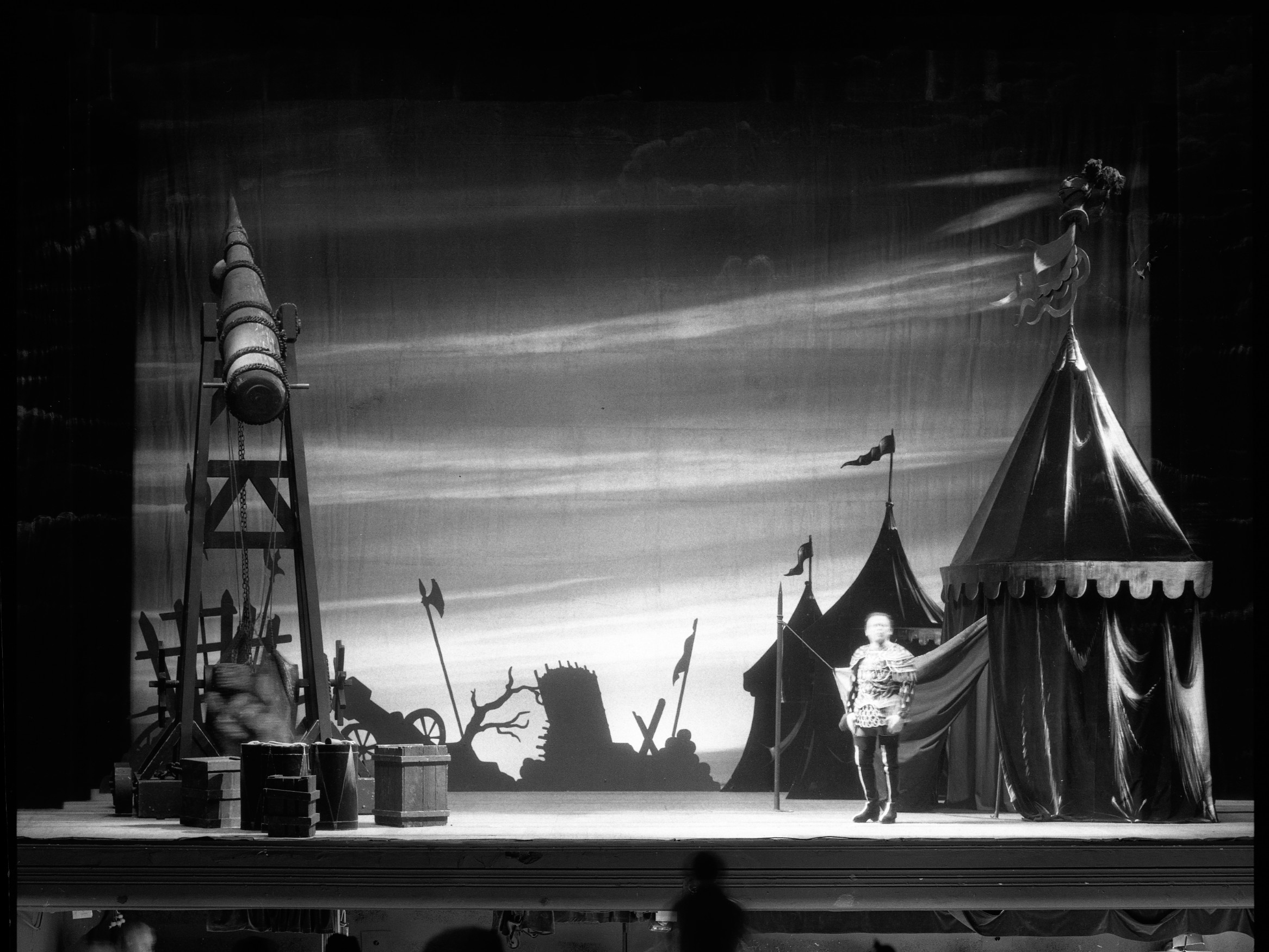
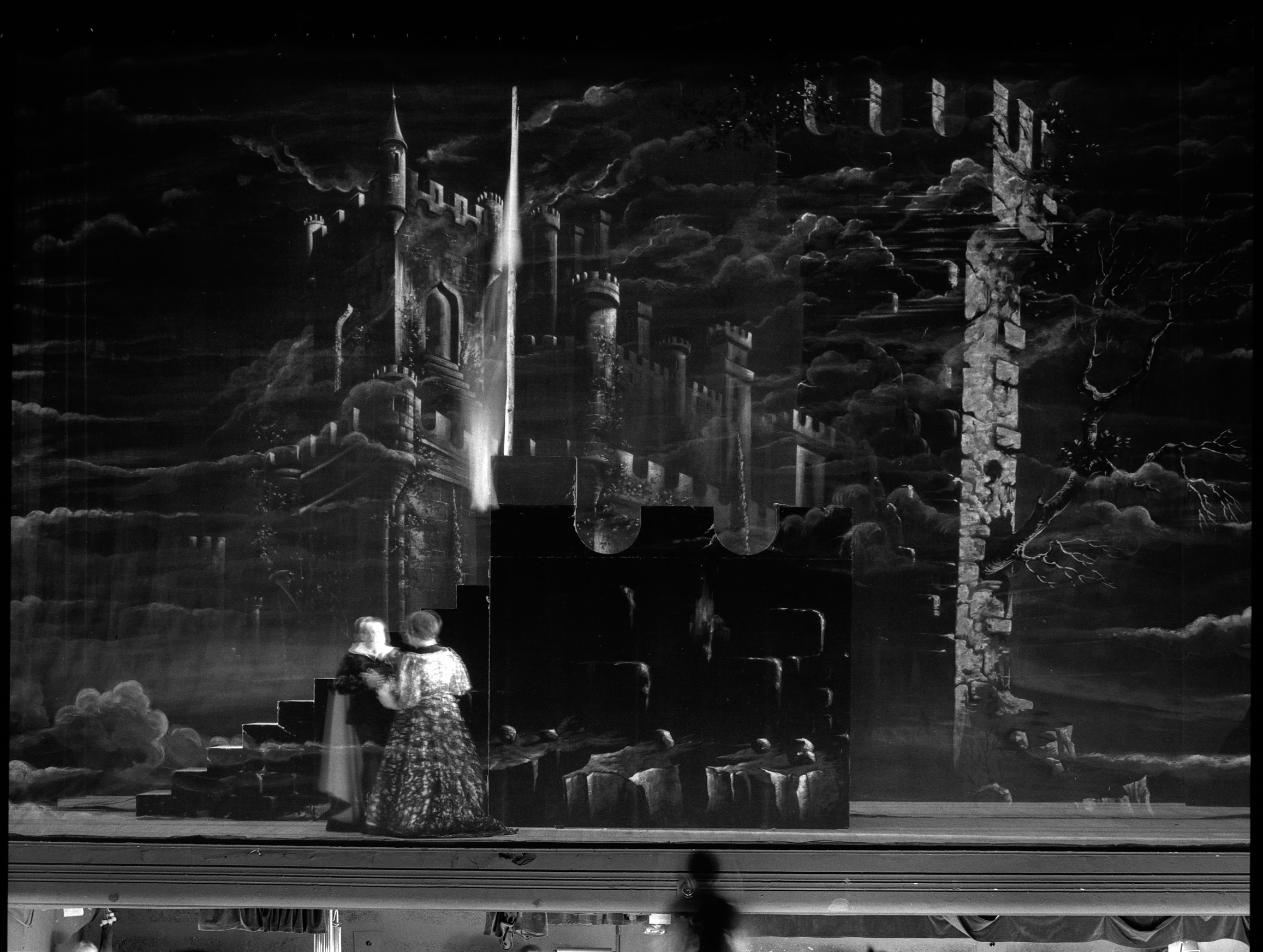
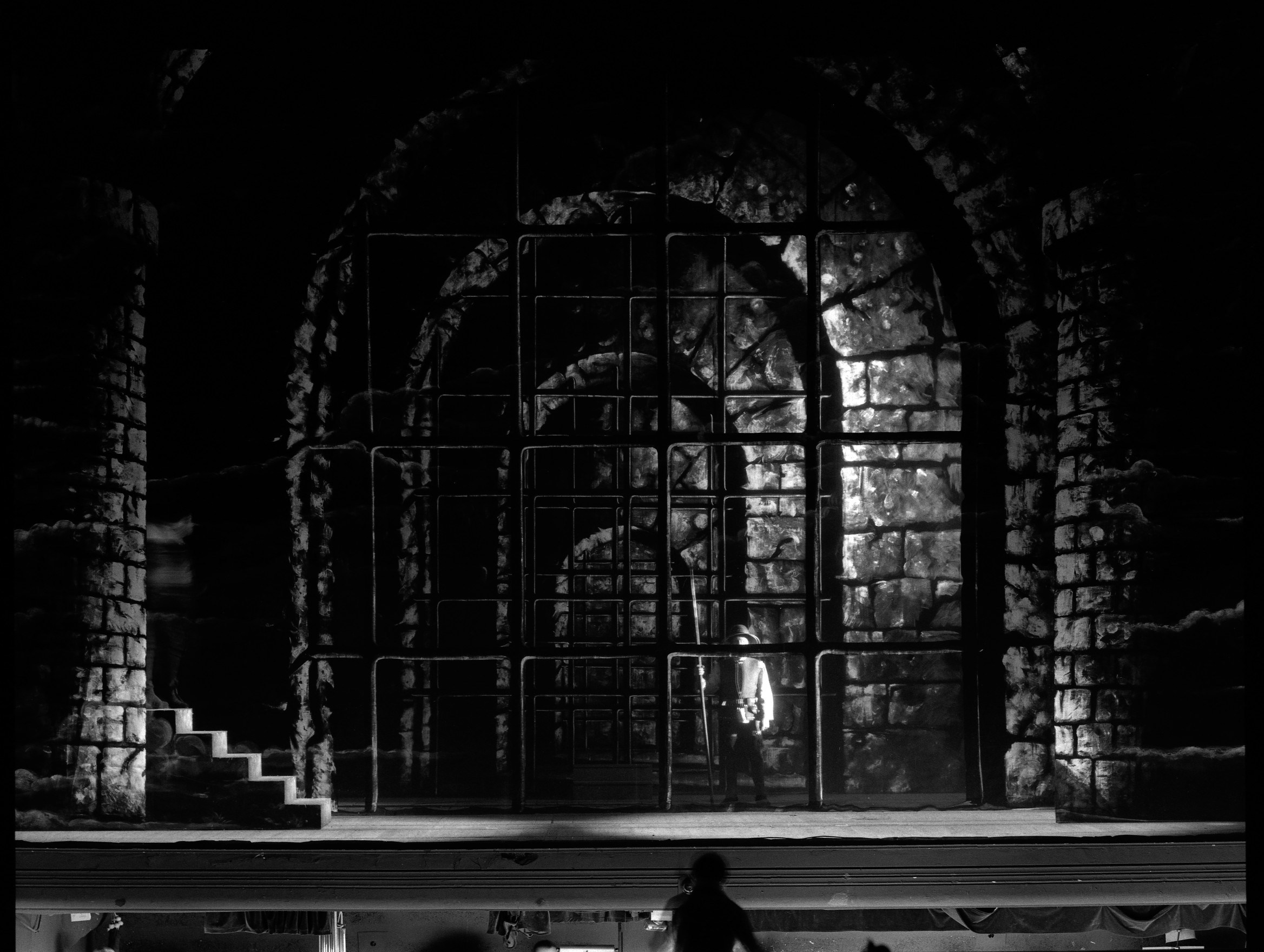

## Discographie
- 1912 : Jeanne Morlet (Léonore), Ketty Lapeyrette (Azucena), Charles Fontaine (Manrico), Jean Noté (De Luna),George Noel-Nansen(Ruiz) chœur et orchestre de l'Opéra-Comique, François Ruhlmann (direction), intégrale en dix-neuf disques microsillon (Pathé), réédition 1987 (Bourg BG 4025-26)

- 1958, Pathé Marconi : avec Rolando Panerai (le Comte di Luna) ; Maria Callas (Leonora) ; Fedora Barbieri (Azucena), Norberto Mola (chef de chœur), Herbert von Karajan (chef d'orchestre) ; chœurs et orchestre du théâtre de La Scala à Milan.

- 1977, Fonit-Cetra : Carlo Tagliabue (Il conte di Luna) ; Maria Callas (Leonora) ; Ebe Stignani (Azucena) ; Gino Penno (Manrico), orchestra e coro del Teatro alla Scala, Milan ; Antonino Votto (direction).